# Alex (strip)
Alex (origineel Alix) is een Franse stripreeks die zich afspeelt in de klassieke oudheid (vanaf het jaar 53 v.Chr.), toen het Romeinse Rijk werd geregeerd door het eerste triumviraat. De serie werd oorspronkelijk geschreven en getekend door de Fransman Jacques Martin.

## Verhaal
Alex, voluit Alex Graccus, is de hoofdfiguur die wij als slaaf leren kennen in het door Crassus aangevallen rijk van de Parthen. Hij is van oorsprong geen Romein, maar een Galliër. In het eerste deel van de reeks, Alex de Onversaagde, wordt hij als zoon aangenomen door een Romein (Honorus Galla Graccus) die op zijn sterfbed opbiecht ooit Alex’ vader Astorix aan een Egyptische slavenhandelaar te hebben verkocht, zodat zijn moeder stierf van verdriet en Alex in handen van de Feniciërs viel.
Het lezen van Alex is een manier om op speelse wijze de klassieke oudheid te verkennen. De tekeningen zijn helder en bieden een zeer realistische historische context. Kenmerkend voor de Alex-reeks is daarbij een constante verandering van sfeer en decors. Aan het einde van het eerste album geeft Julius Caesar dan ook te kennen dat hij Alex wel wil meenemen naar Gallië, waar hij wat te doen heeft.
In het tweede album, De gouden sfinx, wordt Alex hoofdman van zijn stam en verslaat Julius Caesar de befaamde Gallische leider Vercingetorix bij Alesia, waarop Caesar aan Alex vraagt of hij soms iets voor hem wil uitzoeken in Egypte. Daar leert Alex zijn vriendje Enak kennen, die hem tijdens vele volgende avonturen zal vergezellen. In het derde album, Het vervloekte eiland, reist Alex naar Carthago en langs de Zuilen van Hercules om iets voor Caesar op te lossen.

## Personages
- Alex: Alex is de van oorsprong Gallische hoofdpersoon. Hij is echter een Romeins staatsburger en voelt zich ook meer een Romein dan een Galliër. Alex raakt vaak in de problemen, al vloeit dit dikwijls voort uit een extreem rechtvaardigheidsgevoel. Vaak gaat Alex de strijd om leven of dood aan, maar als het even kan spaart hij zijn medemens en springt hij voor iedereen in de bres. De jongen is nog vrij jong, heeft blond haar en is bijna altijd in het rood gekleed. Hij kreeg de naam Graccus nadat hij de aangenomen zoon werd van de rijke Romeinse gouverneur Honorus Galla (zie Alex de onversaagde).

- Enak: Een andere belangrijke persoon in de reeks is Alex' Egyptische vriendje Enak. Hij is jonger dan Alex en heeft zwart haar dat bijna tot aan zijn schouders komt. Meestal is hij in het blauw gekleed. In het tweede album De gouden sfinx wordt Alex geholpen door de koopman Josah. Zo ontmoet hij Enak, die de aangenomen zoon van Josah is. De jongen komt vaak erg kwetsbaar over.

- Arbaces: De door en door slechte rivaal van Alex met veel invloed (komt maar in een paar verhalen voor). Arbaces is van Griekse komaf, hij kruiste wegen met Alex in het eerste album Alex de onversaagde.

- Galva: Een goede vriend van Alex en een centurion in het Romeinse leger. Hij komt in een paar verhalen voor sinds het album De zwarte klauw.

- Heraklion: Komt maar een paar keer voor in de verhalen. Hij is dan weer in het groen gekleed en heeft ongeveer dezelfde leeftijd als Enak. Alex beloofde hem onder zijn hoede te nemen na de dood van Herakions moeder, die een Griekse koningin was en leefde in de hoop dat het Griekenland van weleer zou herleven (zie De laatste Spartaan). Ze vertrouwde Heraklion aan Alex toe omdat ze wou dat haar zoon zou worden als Alex (moedig) en dat door hem de roem van Griekenland zou voortleven.

## Publicatiegeschiedenis
Het eerste avontuur van Alex startte in de Franstalige Kuifje in september 1948 en werd vanaf november ook gepubliceerd in de Nederlandstalige versie. Martin kende een hoge productiviteit waarbij tot aan het einde van het derde verhaal in april 1952 vrijwel elke week een plaat werd getekend. In deze periode werkte Martin ook tot 1972 voor Studios Hergé en werkte mee aan vijf Kuifje-albums. De eerste vier Alex-verhalen waren onderworpen aan de eisen van een wekelijkse uitgave, onder meer te zien aan de vier stroken per plaat en een groot aantal vakjes. De tekst was overvloedig en diende het plaatje toe te lichten. Martin poogde zijn stijl te laten aansluiten op die van Hergé, maar dan ernstiger. Vanaf het tweede deel van De tiara van Oribal nam Martin afstand van Hergés stijl en ging voor een meer vormelijke stijl met een starheid van houdingen, een overheersing van een symmetrische opstelling en nabootsing van de reconstructie. Vanaf het album Het vervloekte eiland werkte Martin samen met Roger Leloup.
Van februari 1959 tot en met november 1962 werd er geen Alex gepubliceerd in Kuifje doordat Martin werkte aan Kuifje in Tibet en daarna aan De juwelen van Bianca Castafiore. De stijl van Alex voor zijn zesde verhaal De verloren legioenen was nieuw en krachtig, in evenwicht tussen de stijl van Hergé en zijn eigen zoektocht naar realisme. De decors waren van de hand van Roger Leloup. Martin volgde niet enkel de regels van het kinetisme, maar meer het proces van shot/tegenshot en zowel de observator als het geobserveerde object in beeld te brengen. Hij gebruikte een veelheid aan standpunten, zodat hij een beeld kon schetsen dat zo correct en volledig mogelijk was. Voor de beelden uit het Oude Rome keek Martin veel naar de academische schilders van de negentiende eeuw die een grotendeels ingebeelde oudheid tot leven te brengen. In de De verloren legioenen toonde hij bijvoorbeeld een van de bekendste werken uit deze stroming: Ave Caesar, morituri te salutant van Jean-Léon Gérôme uit 1859. Door deze werken slopen er onjuistheden in Alex, al corrigeerde Martin deze fouten bij ontdekking. Zo tekende hij bijvoorbeeld de belegering van Alesia in De gouden sfinx in de sneeuw, maar corrigeerde dat later in Vercingetorix.
Tot in 1983 verschenen de verhalen van Alex in Kuifje. Het verhaal Het paard van Troje startte in november 1987 in Eppo Wordt Vervolgd en eindigde in 1988 in diens opvolger het Sjors en Sjimmie Stripblad. Alle latere verhalen, waarbij de betrokkenheid van Martin als tekenaar afnam, werden niet meer voorgepubliceerd in stripbladen op de Nederlandstalige markt, maar verschenen direct in album bij uitgeverij Casterman.
| Nr | Jaar    | Titel                       | Tekenaar                                         | Scenarist                                          | Aantal pagina's | Publicatie                                                                             | Originele titel          |
| -- | ------- | --------------------------- | ------------------------------------------------ | -------------------------------------------------- | --------------- | -------------------------------------------------------------------------------------- | ------------------------ |
| 1  | 1948-11 | Alex de onversaagde         | Jacques Martin                                   | Jacques Martin                                     | 62              | Kuifje 1948 nr 46, 1949 nrs. 2-46                                                      | Alix l'intrépide         |
| 2  | 1949-12 | De gouden sfinx             | Jacques Martin                                   | Jacques Martin                                     | 62              | Kuifje 1949 nr 48 t/m 1951 nr 5                                                        | Le sphinx d'or           |
| 3  | 1951-02 | Het vervloekte eiland       | Jacques Martin                                   | Jacques Martin                                     | 62              | Kuifje 1951 nr 6 t/m 1952 nr 15                                                        | L'île maudite            |
| 4  | 1955-10 | De tiara van Oribal         | Jacques Martin                                   | Jacques Martin                                     | 62              | Kuifje 1955 nr 42 t/m 1956 nr 51                                                       | La tiara d'Oribal        |
| 5  | 1957-12 | De zwarte klauw             | Jacques Martin                                   | Jacques Martin                                     | 62              | Kuifje 1957 nr 52 t/m 1959 nr 8                                                        | La griffe noire          |
| 6  | 1962-11 | De verloren legioenen       | Jacques Martin                                   | Jacques Martin                                     | 62              | Kuifje 1962 nr 47 t/m 1963 nr 25                                                       | Les légions perdues      |
| 7  | 1966-08 | De laatste Spartaan         | Jacques Martin                                   | Jacques Martin                                     | 62              | Kuifje 1966 nr 31 t/m 1967 nr 8                                                        | Le dernier Spartiate     |
| 8  | 1967-11 | Het Etruskische graf        | Jacques Martin                                   | Jacques Martin                                     | 62              | Kuifje 1967 nr 45 t/m 1968 nr 22                                                       | Le tombeau Étrusque      |
| 9  | 1969-02 | Alex en de wilde god        | Jacques Martin                                   | Jacques Martin                                     | 54              | Kuifje 1969 nrs. 7-35                                                                  | Le dieu sauvage          |
| 10 | 1971-02 | Iorix de Grote              | Jacques Martin                                   | Jacques Martin                                     | 54              | Kuifje 1971-5 t/m 1971 nr 21, 1971 nrs. 26-33, 1972 nrs. 7-13                          | Iorix le Grand           |
| 11 | 1973-05 | De nijlprins                | Jacques Martin                                   | Jacques Martin                                     | 46              | Kuifje 1973 nrs, 22-39, 1973 nrs. 42-44                                                | Le prince du Nil         |
| 12 | 1974-10 | De zoon van Spartacus       | Jacques Martin                                   | Jacques Martin                                     | 46              | Kuifje 1974 nr 42 t/m 1975 nr 11                                                       | Le fils de Spartacus     |
| 13 | 1976-09 | Het spook van Carthago      | Jacques Martin                                   | Jacques Martin                                     | 46              | Kuifje 1976 nr 40 t/m 1977 nr 3                                                        | Le spectre de Carthage   |
| 14 | 1977-10 | Prooien voor de vulkaan     | Jacques Martin                                   | Jacques Martin                                     | 46              | Kuifje 1977 nr 43 t/m 1978 nr 6                                                        | Les proies du volcan     |
| 15 | 1979-03 | Een kind van Athene         | Jacques Martin                                   | Jacques Martin                                     | 46              | Kuifje 1979 nrs. 10-18, 1979 nr 51 t/m 1980 nr 3                                       | L'enfant grec            |
| 16 | 1981-03 | De toren van Babel          | Jacques Martin                                   | Jacques Martin                                     | 46              | Kuifje 1981 nrs. 9-23                                                                  | La tour de Babel         |
| 17 | 1982-11 | De keizer van China         | Jacques Martin                                   | Jacques Martin                                     | 46              | Kuifje 1982 nr 44 t/m 1983 nr 5                                                        | L'empereur de Chine      |
| 18 | 1984-11 | Vercingetorix               | Jacques Martin                                   | Jacques Martin                                     | 46              | Kuifje 1984 nr 48, 1985 nr 12 t/m 1985 nr 24                                           | Vercingétorix            |
| 19 | 1987-11 | Het paard van Troje         | Jacques Martin & Jean Pleyers                    | Jacques Martin                                     | 46              | Eppo Wordt Vervolgd 1987 nr 48 t/m 1988 nr 6, Sjors en Sjimmie Stripblad 1988 nrs. 1-5 | Le cheval de Troie       |
| 20 | 1987-11 | Het zwarte beeld            | Jacques Martin & Christophe Simon                | Jacques Martin & Pierre Forni                      | 7               | De dooltocht van Alex (1) (Casterman, 1999)                                            | Le Zane noir             |
| 21 | 1996-09 | O Alexandrië                | Jacques Martin, Marc Henniquiau & Rafael Moralès | Jacques Martin                                     | 46              | O Alexandrië (Casterman, 1996)                                                         | Ô Alexandrie             |
| 22 | 1998-10 | De barbaren                 | Rafael Moralès                                   | Jacques Martin                                     | 46              | De barbaren (Casterman, 1998)                                                          | Les barbares             |
| 23 | 1999-02 | De blauwe Hydra             | Christophe Simon                                 | Jacques Martin                                     | 7               | De dooltocht van Alex-2 (Casterman, 1999)                                              | L'hydre bleue            |
| 24 | 2001-11 | De val van Icarus           | Rafael Moralès                                   | Jacques Martin                                     | 46              | De val van Icarus (Casterman, 2001)                                                    | La chute d'Icare         |
| 25 | 2003-09 | De groene rivier            | Rafael Moralès                                   | Jacques Martin                                     | 46              | De groene rivier (Casterman, 2003)                                                     | La fleuve de jade        |
| 26 | 2005-11 | Roma, Roma ...              | Rafael Moralès                                   | Jacques Martin                                     | 46              | Roma, Roma ... (Casterman, 2005)                                                       | Roma, Roma ...           |
| 27 | 2006-09 | Het was in Khorsabad        | Christophe Simon & Cédric Hervan                 | Jacques Martin & François Maingoval                | 46              | Het was in Khorsabad (Casterman, 2006)                                                 | C'était à Khorsabad      |
| 28 | 2007-11 | De Iberier                  | Christophe Simon                                 | François Maingoval, Patrick Weber & Jacques Martin | 46              | De Iberier (Casterman, 2007)                                                           | L'Ibère                  |
| 29 | 2008-10 | De duivel van Pharos        | Christophe Simon                                 | Patrick Weber & Jacques Martin                     | 46              | De duivel van Pharos (Casterman, 2008)                                                 | Le démon du Pharos       |
| 30 | 2009-05 | De verdwenen stad           | Ferry Van Vosselen                               | Patrick Weber & Jacques Martin                     | 46              | De verdwenen stad (Casterman, 2009)                                                    | La cité engloutie        |
| 31 | 2010-10 | Het testament van Caesar    | Marco Venanzi                                    | Marco Venanzi                                      | 46              | Het testament van Caesar (Casterman 2010)                                              | Le testament de César    |
| 32 | 2011-10 | Het complot van Baal        | Christophe Simon                                 | Michel Lafon                                       | 46              | Het complot van Baal (Casterman, 2011)                                                 | La conjuration de Baal   |
| 33 | 2012-10 | De schaduw van Sarapis      | Mathieu Barthélémy & Marco Venanzi               | François Corteggiani                               | 46              | De schaduw van Sarapis (Casterman, 2012)                                               | L'ombre de sarapis       |
| 34 | 2013-03 | De laatste verovering       | Marc Jailloux                                    | Géraldine Ranouil                                  | 46              | De laatste verovering (Casterman, 2013)                                                | La dernière conquête     |
| 35 | 2014-05 | Britannia                   | Marc Jailloux                                    | Marc Jailloux & Mathieu Bréda                      | 46              | Britannia (Casterman, 2014)                                                            | Britannia                |
| 36 | 2015-11 | Aan de overkant van de Styx | Marc Jailloux                                    | Mathieu Bréda                                      | 46              | Aan de overkant van de Styx (Casterman, 2015)                                          | Par-delà le Styx         |
| 37 | 2016-10 | Het goud van Saturnus       | Marco Venanzi                                    | Marco Venanzi & Pierre Valmour                     | 46              | Het goud van Saturnus (Casterman, 2016)                                                | L'or de Saturne          |
| 38 | 2017-11 | De eed van de gladiator     | Marc Jailloux                                    | Mathieu Bréda                                      | 46              | De eed van de gladiator (Casterman, 2017)                                              | Le serment du gladiateur |
| 39 | 2018-09 | Veni, vidi, vici            | Giorgio Albertini                                | David B.                                           | 46              | Veni, vidi, vici (Casterman, 2018)                                                     | Veni, vidi, vici         |
| 40 | 2019-11 | De Helvetii                 | Marc Jailloux                                    | Mathieu Bréda                                      | 46              | De Helvetii (Casterman, 2019)                                                          | Les Helvètes             |
| 41 | 2020-11 | De god zonder naam          | Giorgio Albertini                                | David B.                                           | 46              | De god zonder naam (Casterman, 2020)                                                   | Le dieu sans nom         |
| 42 | 2021-12 | Het oog van de Minotaurus   | Chrys Millien                                    | Valérie Mangin                                     | 46              | Het oog van de minotaurus (Casterman, 2021)                                            | L'oeil du minotaure      |
| 43 | 2022-03 | De koningin van de Amazones | Chrys Millien                                    | Valérie Mangin                                     | 46              | De koningin van de Amazones (Casterman, 2023)                                          | La Reine des Amazones    |
| 44 | 2023-12 | Het schild van Achilles     | Marc Jailloux                                    | Roger Seiter                                       | 46              | Het schild van Achilles (Casterman, 2023)                                              | Le bouclier d'Achille    |

## Auteurs
Vanaf het twintigste deel van de Alex-reeks, O Alexandrië, werkte Jacques Martin inzake scenario, tekeningen, figuren, decors en kleuren met wisselende medewerkers (soms voor slechts 1 of 2 albums) samen, zoals Rafael Moralès (erg vaak), Marc Henniquiau, Cédric Van Heirweghe, Andrée Bienfait, Cégé, Dina Kathelyn, François Maingoval, Christophe Simon, Patrick Weber, Manuela Dumet en Bruno Wesel. De reden hiervoor blijkt onder meer zijn sterk verminderd zichtvermogen te zijn, zodat assistentie zich opdrong. Na het overlijden van Martin in 2010 is de serie voortgezet. Zodoende is er in deze langlopende reeks tussen de eerste drie albums en de laatsten een zéér ingrijpend stijlverschil ontstaan in verhaallijnen, bladvulling, het aantal en de vorm der tekenplaten, en -vooral- het afbeelden der (hoofd)personages.
Het album De Helvetii (2019) werd wel nog gebaseerd op een scenario van Jacques Martin.

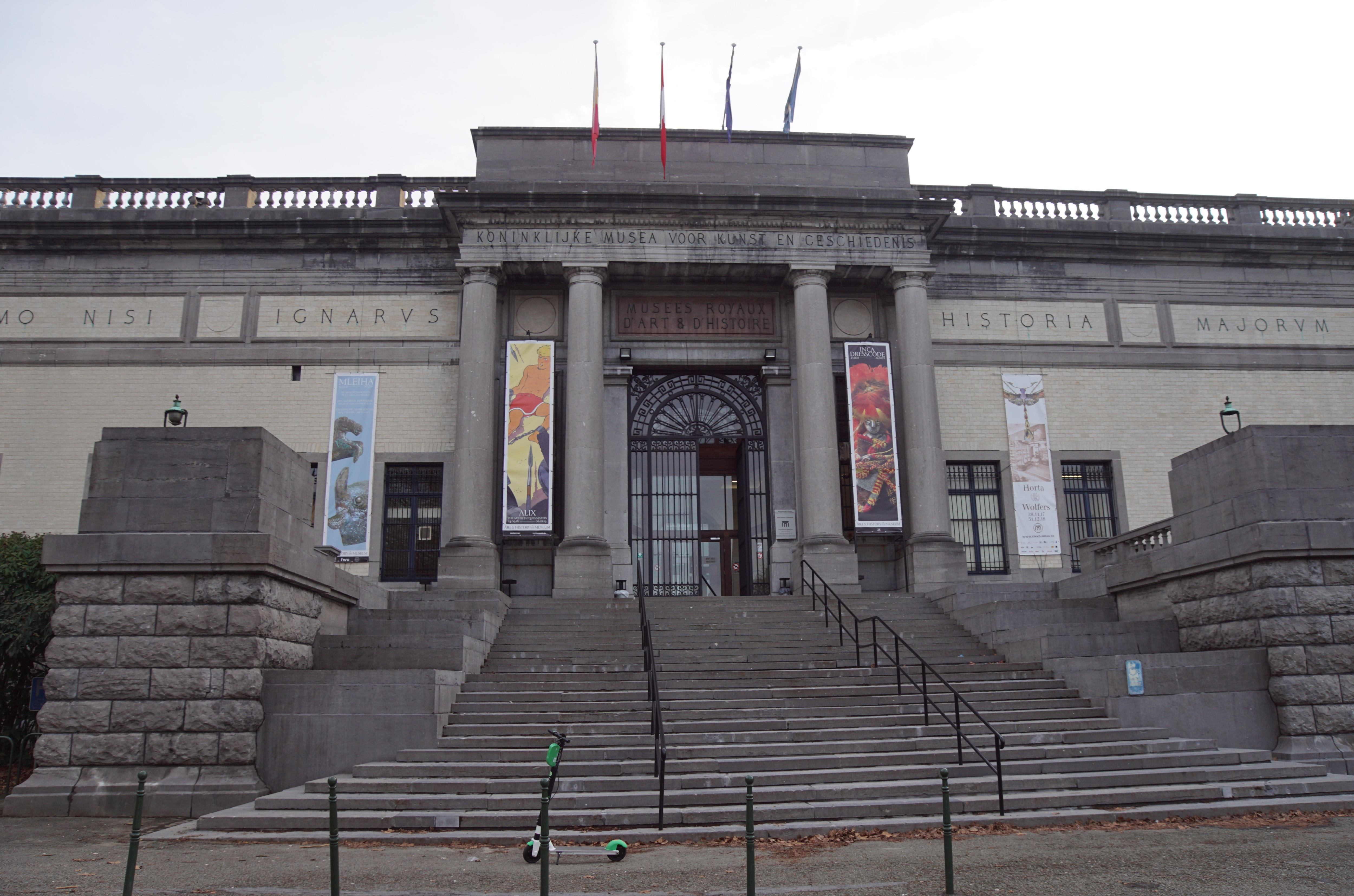
Entree van het Museum Kunst & Geschiedenis, met links van de ingang een vaandel waarop de Alex-tentoonstelling wordt gepromoot.

| Album | jaar      | scenario                                          | tekeningen                                         |
| ----- | --------- | ------------------------------------------------- | -------------------------------------------------- |
| 1-19  | 1948-1988 | Jacques Martin                                    | Jacques Martin                                     |
| 20    | 1996      | Jacques Martin                                    | Jacques Martin, Rafael Moralès, Marc Henniquiau    |
| 21-24 | 1998-2005 | Jacques Martin                                    | Rafael Moralès, Marc Henniquiau                    |
| 25    | 2006      | Jacques Martin, François Maingoval                | Cédric Hervan, Christophe Simon                    |
| 26    | 2007      | François Maingoval, Patrick Weber, Jacques Martin | Christophe Simon                                   |
| 27    | 2008      | Patrick Weber, Jacques Martin                     | Christophe Simon                                   |
| 28    | 2009      | Patrick Weber, Jacques Martin                     | Ferry                                              |
| 29    | 2010      | Marco Venanzi                                     | Marco Venanzi                                      |
| 30    | 2011      | Michel Lafon                                      | Christophe Simon                                   |
| 31    | 2012      | François Corteggiani                              | Marco Venanzi, Mathieu Barthélémy, Véronique Robin |
| 32    | 2013      | Géraldine Ranouil                                 | Marc Jailloux, Corinne Billon                      |

## Tentoonstelling
Vanwege het 70-jarig bestaan van Alex in 2018 organiseerde Uitgeverij Casterman, het Internationaal stripfestival van Angoulême en de Cité internationale de la bande dessinée et de l'image een tentoonstelling getiteld "Alex - De kunst van Jacques Martin" met daarin 150 originele tekeningen. Van 25 januari t/m 13 mei 2018 was deze te zien in het stripmuseum van Angoulême, daarna van 14 september 2018 tot en met 6 januari 2019 in het Museum Kunst & Geschiedenis in Brussel. Van de tentoonstelling werd in 2018 een boek uitgebracht met dezelfde titel.

## Albums

### Reguliere reeks
| Nr | Jaar | Titel                       | uitgeverij |
| -- | ---- | --------------------------- | ---------- |
| 1  | 1956 | Alex de onversaagde         | Le Lombard |
| 2  | 1956 | De gouden sfinx             | Le Lombard |
| 3  | 1957 | Het vervloekte eiland       | Le Lombard |
| 4  | 1958 | De tiara van Oribal         | Le Lombard |
| 5  | 1959 | De zwarte klauw             | Le Lombard |
| 6  | 1969 | De verloren legioenen       | Casterman  |
| 7  | 1968 | De laatste Spartaan         | Casterman  |
| 8  | 1969 | Het Etruskische graf        | Casterman  |
| 9  | 1970 | Het afgodsbeeld             | Casterman  |
| 10 | 1972 | Iorix de Grote              | Casterman  |
| 11 | 1974 | De prins van de Nijl        | Casterman  |
| 12 | 1975 | De zoon van Spartacus       | Casterman  |
| 13 | 1977 | Het spook van Carthago      | Casterman  |
| 14 | 1978 | De prooien van de vulkaan   | Casterman  |
| 15 | 1980 | Een kind van Athene         | Casterman  |
| 16 | 1981 | De toren van Babel          | Casterman  |
| 17 | 1983 | De keizer van China         | Casterman  |
| 18 | 1985 | Vercingetorix               | Casterman  |
| 19 | 1988 | Het paard van Troje         | Casterman  |
| 20 | 1996 | O Alexandrië                | Casterman  |
| 21 | 1998 | De barbaren                 | Casterman  |
| 22 | 2001 | De val van Icarus           | Casterman  |
| 23 | 2003 | De groene rivier            | Casterman  |
| 24 | 2005 | Roma, Roma ...              | Casterman  |
| 25 | 2006 | Het was in Khorsabad        | Casterman  |
| 26 | 2007 | De Iberier                  | Casterman  |
| 27 | 2008 | De duivel van Pharos        | Casterman  |
| 28 | 2009 | De verdwenen stad           | Casterman  |
| 29 | 2010 | Het testament van Caesar    | Casterman  |
| 30 | 2011 | Het complot van Baal        | Casterman  |
| 31 | 2012 | De schaduw van Sarapis      | Casterman  |
| 32 | 2013 | De laatste verovering       | Casterman  |
| 33 | 2014 | Britannia                   | Casterman  |
| 34 | 2015 | Aan de overkant van de Styx | Casterman  |
| 35 | 2016 | Het goud van Saturnus       | Casterman  |
| 36 | 2017 | De eed van de gladiator     | Casterman  |
| 37 | 2018 | Veni, vidi, vici            | Casterman  |
| 38 | 2019 | De Helvetii                 | Casterman  |
| 39 | 2020 | De god zonder naam          | Casterman  |
| 40 | 2021 | Het oog van de Minotaurus   | Casterman  |
| 41 | 2023 | De koningin van de Amazones | Casterman  |
| 42 | 2023 | Het schild van Achilles     | Casterman  |
| 43 | 2024 | De hoeder van de Nijl       | Casterman  |
| 44 | 2025 | Het verboden koninkrijk     | Casterman  |

### Eenmalige uitgaven
- De dooltocht van Alex (1987). In 1987 verschenen als hardcover in een enkel deel, in 1999 en 2003 uitgegeven in 2 delen.
- Bode van Rome (2007). Verschenen bij Philastrips in hardcover in een oplage van 600 genummerde exemplaren en als luxe-uitgave in een oplage van 175 genummerde en gesigneerde exemplaren.

### Bundelingen
In 2007 en 2008 verschenen bij Casterman 5 bundelingen in hardcover:
- Egyptische avonturen (bevat Prins van de Nijl, O Alexandrië en De reizen van Alex: Egypte 1)
- Romeinse avonturen (bevat Het Etruskische graf, De zoon van Spartacus en De reizen van Alex - Rome-1)
- Gallische avonturen (bevat De verloren legioenen, Vercingetorix en De reizen van Alex - Lutetia)
- Griekse avonturen (bevat De laatste Spartaan, Het paard van Troje en De reizen van Alex - Griekenland-1)
- Carthaagse avonturen (bevat Het vervloekte eiland, Het spook van Carthago en De reizen van Alex - Carthago)

Niet in het Nederlands verschenen zijn:
- Les premières aventures (De eerste avonturen)
- Les aventures en extrême-orient (De avonturen in het verre oosten)

### Romans
In 2004 zijn bij Casterman 4 romans over Alex verschenen, geschreven door Alain Hammerstein (pseudoniem van Alain De Kuyssche) en met tekeningen van Jean-François Charles. De eerste en vierde roman zijn op bestaande stripalbums gebaseerd. De overige twee bevatten een zelfstandig verhaal. Geen van deze romans is tot op heden in het Nederlands vertaald.
1. Alix l'intrépide, 2004. (Gebaseerd op album 1: Alex de onversaagde)
2. Le Sortilège de Khorsabad, 2004.
3. L'Ombre de César , 2004.
4. Le Sphinx d'or, 2004. (Gebaseerd op album 2: De gouden sfinx)

## Spin-offs

### De reizen van Alex
Naast de avonturen van Alex is er nog een reeks van stripboeken uitgegeven welke is getiteld De reizen van Alex. Deze reeks geeft een bron van informatie over de gehele geschiedenis van de tijd waarover de avonturen van Alex zich heeft afgespeeld. Naast tekeningen en plattegronden, worden ook foto's van opgravingen weergegeven.
Verschillende tekenaars en scenaristen werkten aan deze reeks.

### Historische personages
De albums van de serie Historische personages of Alex presenteert - Historische personages, met scenario's van onder meer François Maingoval, bevatten een biografie van personen uit de oudheid.

### Alex senator
Alex senator is een parallelle serie die zich afspeelt in de tijd van keizer Augustus, meer dan twintig jaar na de hoofdreeks. Alex is in deze serie senator geworden en woont te Rome met zijn zoontje Titus en Khephren, de zoon van Enak. De serie loopt vanaf 2012 en wordt geschreven door Valérie Mangin en getekend door Thierry Démarez.

### De jeugd van Alex
De jeugd van Alex (originele titel: Alix origines) speelt zich af tijdens de jeugdjaren van het hoofdpersonage Alex. Het eerste album De kindertijd van een Galliër verscheen in 2019. De strip wordt geschreven door Marc Bourgne en getekend door Laurent Libessart. Ook heeft deze spin-off een andere tekenstijl dan de andere Alex-strips die getekend zijn in de stijl van de Brusselse school.